# Jacques Lemarinel
Jacques Lemarinel, né le 5 juin 1923 à Périers et mort pour la France le 18 juin 1944 à Fonte Vetriana, est un militaire et résistant français, Compagnon de la Libération. Au début de la Seconde Guerre mondiale, il choisit de se rallier à la France libre et participe à la campagne d'Italie au cours de laquelle il est tué au combat.

## Biographie

### Jeunesse et engagement
Jacques Lemarinel naît le 5 juin 1923 à Périers, dans la Manche, d'un père employé de chemins de fer à la gare de Valognes,.

### Seconde Guerre mondiale
Lycéen au début de la Seconde Guerre mondiale, il est trop jeune pour être mobilisé. Le 18 juin 1940, en pleine bataille de France et alors que la Wehrmacht s'apprête à s'emparer de Cherbourg, Jacques Lemarinel et quatre camarades sont amenés à Goury par le père de l'un d'eux,. Là, les quatre jeunes hommes embarquent sur un bateau de pêche à destination de l'île de Guernesey d'où ils gagnent l'Angleterre,. Volontaire pour s'engager dans les forces françaises libres, Jacques Lemarinel est encore jugé trop jeune et doit poursuivre une année d'étude assortie d'une préparation militaire,. Finalement, au début de l'année 1943, il entre à l'école des cadets de la France libre pour en sortir le 1er juin suivant avec le grade d'aspirant.
Envoyé en Afrique du Nord, il est affecté au bataillon de marche no 24 de la 1re division française libre. Chef de section, il participe à la campagne d'Italie à partir d'avril 1944. Il se distingue particulièrement lors des combats autour du Garigliano en entraînant à plusieurs reprises ses hommes à l'assaut sous le feu ennemi. Le 18 juin 1944, au sud de Sienne, sa compagnie attaque le village de Fonte Vetriana. Malgré le terrain escarpé et les mauvaises conditions météorologiques, Jacques Lemarinel est encore en tête de ses hommes pour mener les soldats de sa section au combat. Mais manquant de munitions, l'unité est contrainte de stopper son avancée et doit se replier pour se ravitailler. Resté en arrière pour porter secours à un blessé, Jacques Lemarinel est alors atteint d'une balle en plein cœur et meurt sur le coup. D'abord inhumé à Rome, il est ensuite rapatrié et réinhumé au cimetière de Cherbourg,. En 1955, il est promu sous-lieutenant à titre posthume et avec effet rétroactif au 1er juin 1944.

## Décorations
|  |  |  |  |  |  |
|  |  |  |  |  |  |

| Chevalier de la Légion d'honneur           | Chevalier de la Légion d'honneur           | Chevalier de la Légion d'honneur           | Compagnon de la Libération À titre posthume, par décret du 20 novembre 1944 | Compagnon de la Libération À titre posthume, par décret du 20 novembre 1944 | Compagnon de la Libération À titre posthume, par décret du 20 novembre 1944 | Médaille militaire                                                   | Médaille militaire                                                   | Médaille militaire                                                   |                                                                      |                                                                      |                                                                      |
| Croix de guerre 1939-1945 Avec deux palmes | Croix de guerre 1939-1945 Avec deux palmes | Croix de guerre 1939-1945 Avec deux palmes | Croix de guerre 1939-1945 Avec deux palmes                                  | Croix de guerre 1939-1945 Avec deux palmes                                  | Croix de guerre 1939-1945 Avec deux palmes                                  | Médaille commémorative des services volontaires dans la France libre | Médaille commémorative des services volontaires dans la France libre | Médaille commémorative des services volontaires dans la France libre | Médaille commémorative des services volontaires dans la France libre | Médaille commémorative des services volontaires dans la France libre | Médaille commémorative des services volontaires dans la France libre |

### Hommages
- À Périers, son nom est inscrit sur le monument aux Morts de la commune ainsi que sur une stèle commémorant la résistance[8],[9].
- À Valognes, une place a été baptisée en son honneur[10]. Son nom est également inscrit sur une plaque au sein du cimetière communal[11].
- La 1re promotion de 1984 de l'école militaire des aspirants de Coëtquidan a été baptisée en son honneur[12].